# علم الأحياء البشري

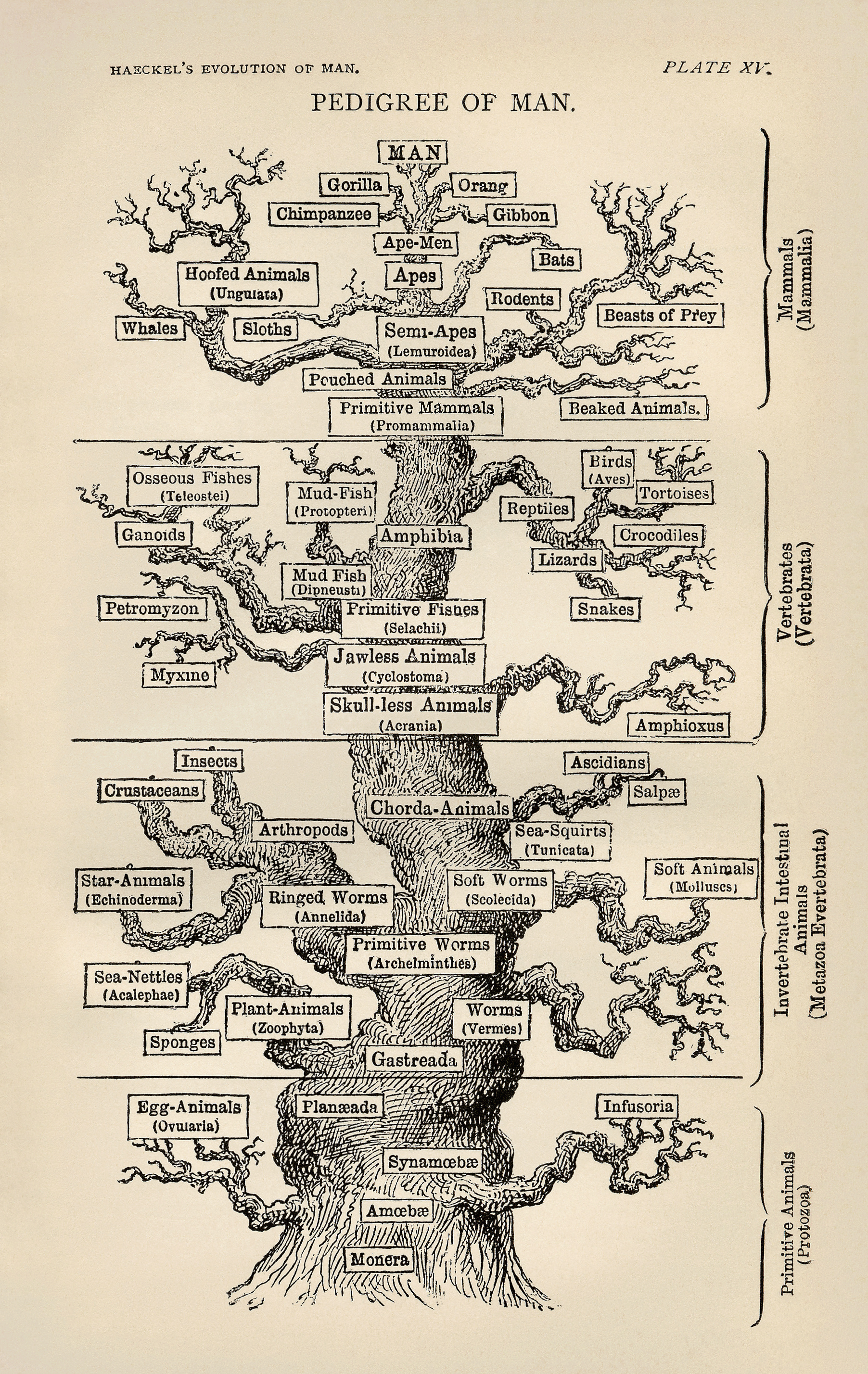

علم الأحياء البشري فرع من علم الأحياء، يدرس الأجهزة الوظيفية لجسم الإنسان (مثل الجهاز العصبي، الجهاز الهضمي...) التي تسمح بالحياة. يربط هذا العلم بصفة وثيقة بعلوم أخرى كعلم الأحياء الخلوي، المناعة، علم الدم وعلم الأحياء الدقيقة.
دراسة جسم الإنسان وأجهزته تجري على عدة مستويات :
- على مستوى الخلايا وتبادلاتها
- على مستوى النسيج الحيوي
- على المستوى العضوي : ودراسة التبادلات بين الأنسجة..
- على مستوى الأجهزة : حيث تدرس العلاقات بين الأعضاء والأجهزة

البيولوجيا البشرية مجال متعدد التخصصات لدراسة البشر من خلال التأثيرات والتفاعل بين العديد من المجالات المتنوعة مثل علم الوراثة والتطور والفيزيولوجيا وعلم الأوبئة والإيكولوجيا و التغذية وعلم الوراثة السكانيةوالتأثيرات الاجتماعية والثقافية. كما يرتبط علم الإنسان البيولوجية ارتباطا وثيقا مع غيره من العلوم البيولوجية. جامعة غلامورغان لديها حاليا أعلى درجة تصنيف لنظام البيولوجيا البشرية وتأتي في المرتبة الثانية أيضا في علم التشريح وعلم وظائف الأعضاء داخل المملكة المتحدة..